# Előreformátor
Előreformátoroknak nevezik azokat a személyeket, akik a középkor második felében az egyházat reformpróbálkozásokkal próbálták megújítani, a 16. századi reformációt megelőzően.

## A négy nagy előreformátor

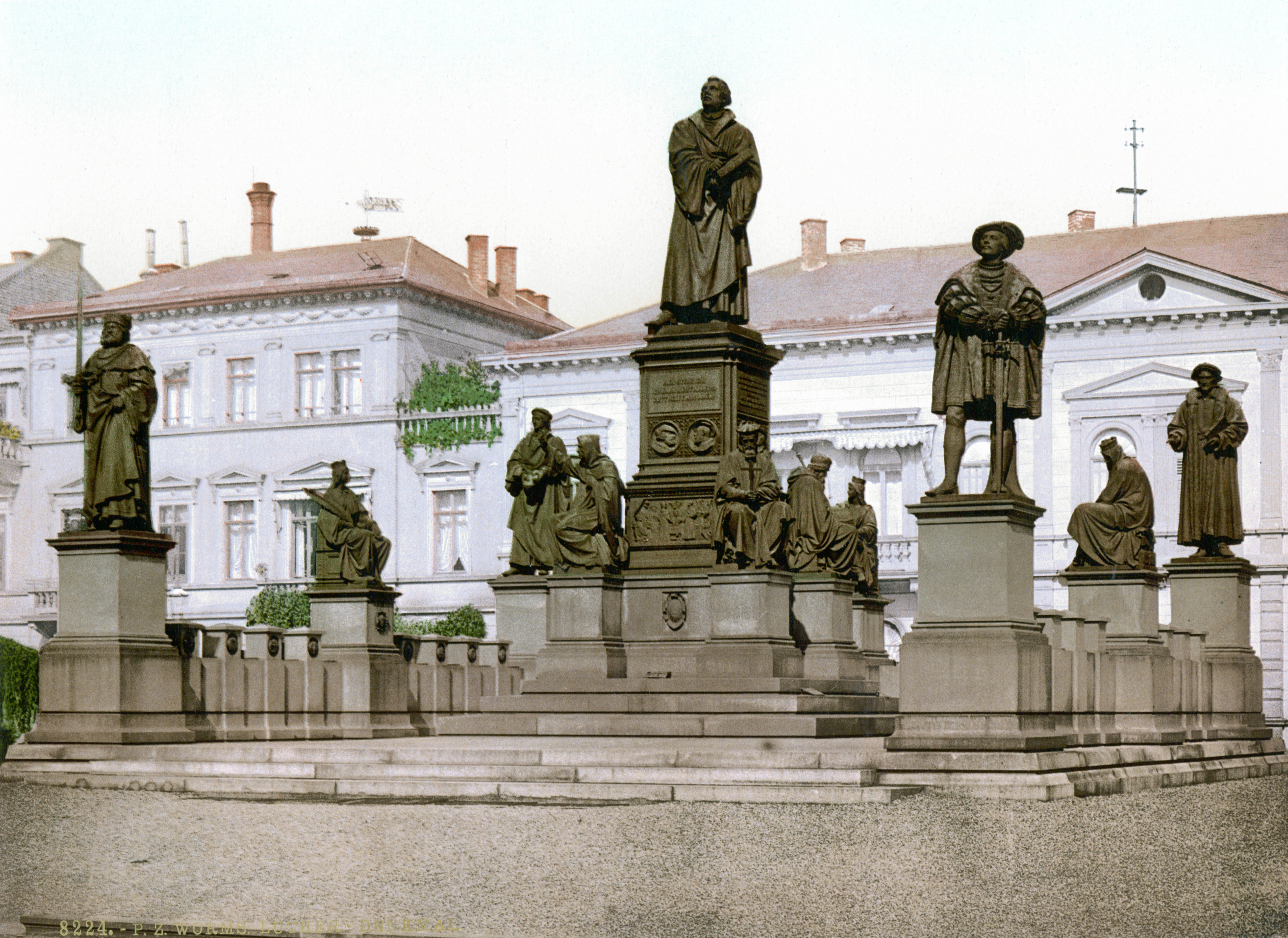
A wormsi Luther-emlékmű

A négy fő személy a wormsi Luther-emlékmű talapzatán, annak lábainál láthatóak. Mindannyian újítást akartak vinni az egyház életébe, de a tényleges megújításig nem jutottak el.
- Pierre Valdes (Vald Péter) (1140 k. – 1218 előtt) – Franciaország
- John Wycliffe (Wycliff János) (1320 – 1384) – Anglia
- Ján Hus (Husz János) (1369 – 1415) – Csehország
- Girolamo Savonarola (1452 – 1498) – Itália. A Luther-emlékműn való szereplésével ellentétben előreformációs szerepe vitatott.

## Más reformerek
- Orbais-i Gottschalk ( 808 –  868 ) - Németország[2][3][4]
- Tours-i Berengár (999 - 1088) - Franciaország [5][6][7]
- Bruysi Péter (12. század) - Franciaország [8][9]
- Lorenzo Valla  (1407 –  1457) - Itália[10]
- Wessel Gansfort (1419 –  1489) - Hollandia[11]
- Jacques Lefèvre d'Étaples ( 1455 - 1536) - Franciaország[12][13]

## Mozgalmak
- arnoldisták
- valdensek
- lollardok
- husziták, cseh-morva testvérek

## Képgaléria

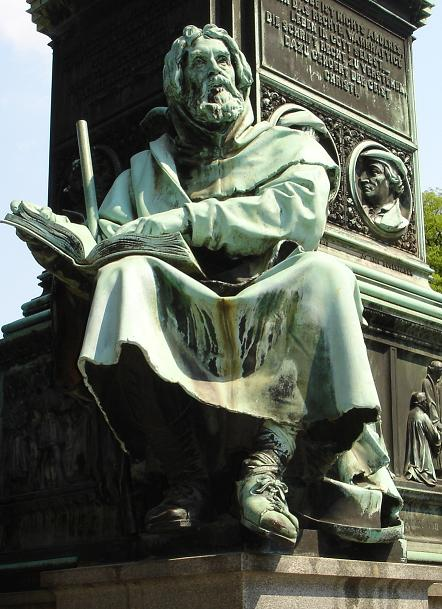
Vald Péter szobra a wormsi Luther-emlékművön
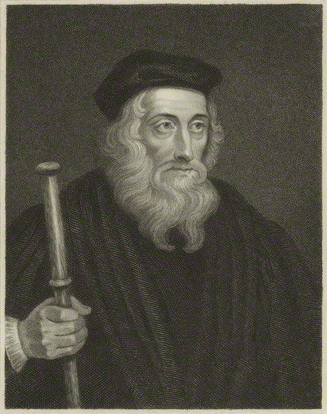
John Wycliffe
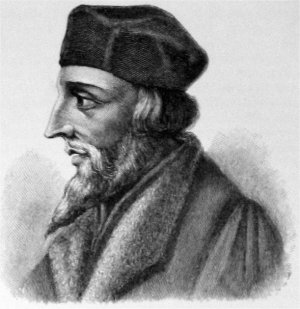
Husz János
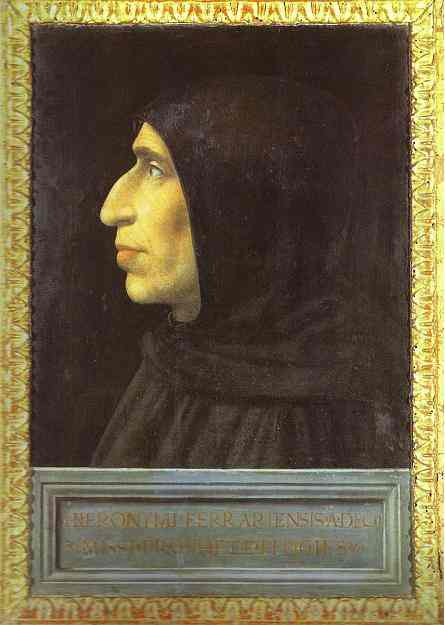
Girolamo Savonarola (Fra Bartolomeo festménye, kb. 1498)
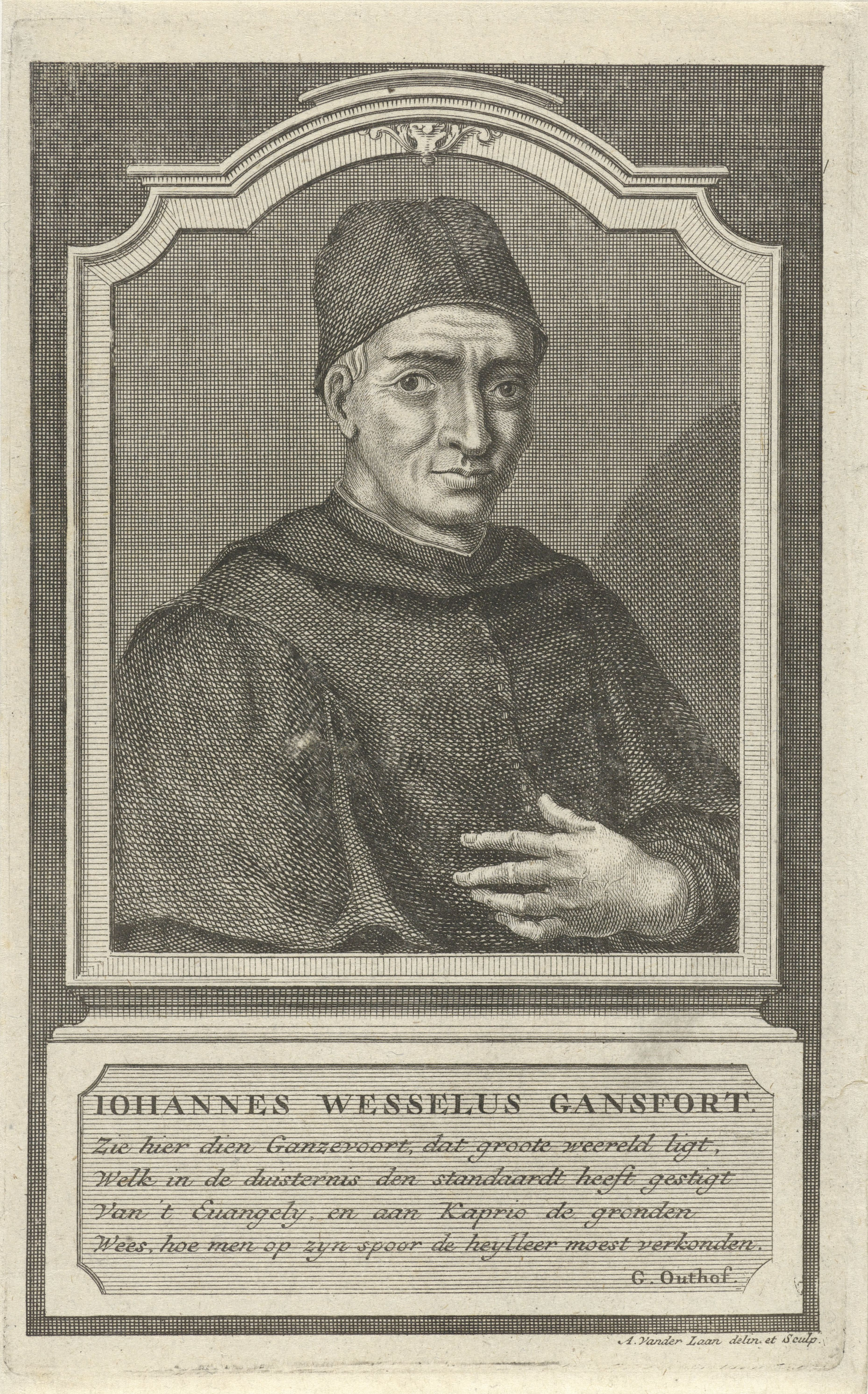
Wessel Gansfort
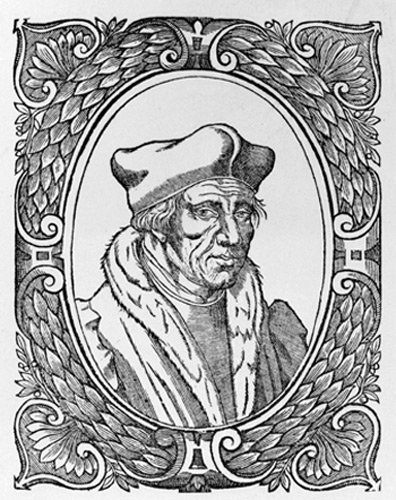
Jacques Lefèvre d'Étaples
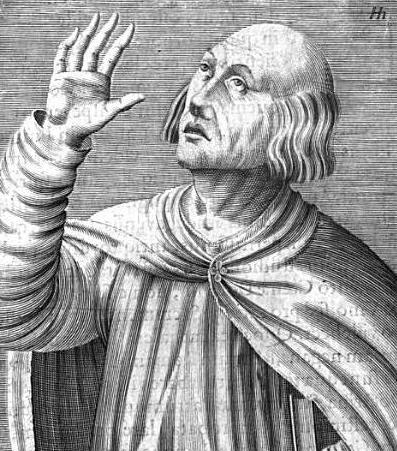
Tours-i Berengár